# گالینا شمرای
گالینا شمرای (به انگلیسی: Galina Shamrai) ژیمناست زادهٔ ۵ اکتبر ۱۹۳۱ میلادی اهل کشور شوروی است.